# La seconda signora Carroll
La seconda signora Carroll (The Two Mrs. Carrolls) è un film del 1947 diretto da Peter Godfrey, con protagonisti Humphrey Bogart e Barbara Stanwyck.
La sceneggiatura del film è tratta dall'opera teatrale The Two Mrs. Carrolls del 1935 di Martin Vale, pseudonimo di Marguerite Veiller.

## Trama
Innamoratasi di un uomo sposato e da lui ricambiata, Sally vede finalmente la possibilità di realizzare il suo sogno d'amore quando la moglie muore dopo una lunga malattia. I due si sposano e Sally si affeziona anche alla figlia avuta da Geoffrey con la prima consorte; ma la donna non sa che suo marito, artista di un certo successo, trae ispirazione per i ritratti femminili che dipinge dal lato più oscuro e morboso della sua mente.